# Vattennätvingar
Vattennätvingar (Megaloptera) är en ordning bland insekterna med cirka 300 kända arter. I Sverige finns fem arter, alla tillhör familjen sävsländor och släktet Sialis. Vattennätvingar är närbesläktade med nätvingar och har tidigare förts till samma ordning som nätvingarna. Det finns två nu levande familjer inom ordningen, sävsländor (Sialidae) och jättesävsländor (Corydalidae). 

## Kännetecken
De flesta arterna i båda familjerna är brunfärgande sländor med långa trådformiga antenner, men de kan skiljas åt på att sävsländor saknar punktögon medan jättesländor har tre punktögon. Jättesländor är även större, de största arterna i denna familj blir upp mot 75 millimeter stora medan de flesta sävsländor inte är större än 15 millimeter. Vingarna är nätmönstrade och ofta brunfärgade eller rökfärgade. Vissa jättesävsländor har mer transparenta eller fläckiga vingar. Hos jättesävsländor kan särskilt hanarna ha förstorade mundelar. 

## Utbredning
Vattennätvingar förekommer världen över, dock främst i områden med tempererat klimat. Jättesävsländor finns inte i Europa.

## Levnadssätt
Vattennätvingar genomgår fullständig metamorfos med fyra utvecklingsstadier, ägg, larv, puppa och imago. Larverna lever i sötvatten och de vuxna håller sig oftast i vattnets närhet. Honorna lägger 200 - 2000 ägg på växter i närheten av vattnet. Efter kläckningen faller larverna ned i vattnet.
Larverna är rovdjur och har starka käkar som de fångar vattenlevande insekter, maskar och små snäckor med. Den andas med fjäderliknande yttre gälar som sitter längs sidorna på bakkroppen. Larverna växer sakta och tillbringar två eller flera år i larvstadiet. När de nått slutet av larvstadiet kryper de upp på land och förpuppas i fuktig jord eller under en trädstam. Puppan hos vattennätvingar är fri och rörlig.
Den vuxna vattennätvingen är kortlivad, några dagar eller till och med mindre än en dag. Hos många arter äter den inte alls i vuxenstadiet.